# Ma mère l'Oye
Ma mère l'Oye, Cinq pièces enfantines (La meva mare, l'Oca: cinc quadrets d'infants) és una obra musical del compositor francès Maurice Ravel. L'obra original fou escrita per a piano a quatre mans (1908-1910). Posteriorment el mateix compositor l'arranjà per a orquestra simfònica (1911) i posteriorment es transformà en ballet (1912) amb coreografia de Jeanne Hugard.

## Inspiració de l'obra
L'obra s'inspira en diferents contes de fades francesos dels s.XVII-XVIII recopilats per Charles Perrault (1628-1703), Marie Chaterine Aulnoy (1670-1705) i Jeanne-Marie Leprince de Beaumont (1711-1780). Concretament, una publicació de Perrault fa referència al títol de l'obra: Contes de ma mère l'Oye publicat l'any 1697. El personatge de la mère l'Oye -la mare Oca- és com s'anomena a França a la típica àvia que tot fent voltar el fus, explica rondalles als infants.

## Estructura de l'obra
L'obra original escrita per a piano a quatre mans s'organitza en 5 moviments que reflecteixen l'ambient dels contes sobre els quals s'inspiren. El primer moviment fou creat el 20 de setembre de 1908 i els restants durant l'abril de 1910. Està dedicada a Mimie i Jean Godebski. L'estrena de l'obra es produí el 20 d'abril de l'any 1910 en el marc del concert inaugural de la Societé Internacional de Musique. Va ser interpretada per la pianistes Jeanne Leleu i Geneviève (o Germaine?) Durony.

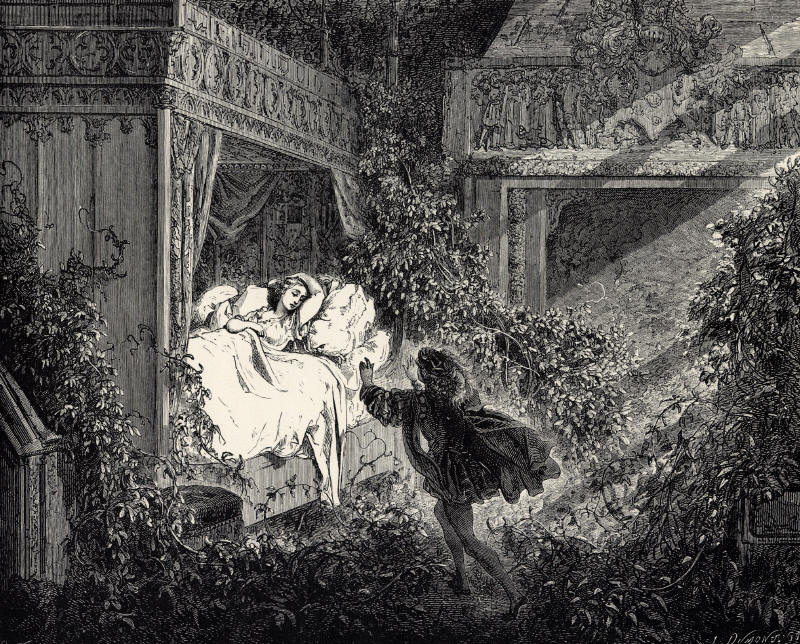
Una il·lustració de La Bella dorment d'una edició de contes de Charles Perrault

### I. Pavane de la Belle au bois dormant (Pavana de la Bella dormida al bosc)[n 1]
Està inspirat en un conte de Charles Perrault i la indicació de tempo és Lent.

### II. Petit Poucet (Patufet)
El segon moviment s'inspira en el conte del mateix títol de Charles Perrault i en la mateixa partitura hi consta una cita de la narració:
"Ell creia tornar a torbar planament el seu camí, mitjançant les molles de pa que havia escampat boi (sic) passant. Emperò, en tornar-hi fou ben sorpès de no trobar-hi ni una sola molla; els ocells se les havia menjades totes (Charles Perrault)"
La indiació de tempo és Très modéré.

### III. Laideronnette, Impératrice des Pagodes(Laideroneta, l'emperatriu dels Pagodes)
El conte que inspira el tercer moviment és el conte de fades és Serpentin vert (La serp verda) de Marie Chaterine Aulnoy. Laideronette és una de les protagonsites de la narració. La partitura també conté una cita a l'inici:
"Ella es despullà i es ficà al bany. Al punt, els pagodes i pagodeses se posaren a cantar i a sonar els instruments. Els uns sonaven tiorbes fetes de closques de nou; altres, violes fetes de closques d'atmetlla: car era menester adaptar els instruments a llur petita alçada. (Mme. d'Aulnoy, Serpentin vert)"
La indicació de tempo és Mouvt de Marche

### IV. Les Entretiens de la Belle et la Bête(Els col·lotges de la Bella i la Fera)
En aquest moviment, és el conegut conte La Bella i la bèstia de Jeanne-Marie Leprince de Beaumont el que inspira les notes del compositor. Trobem també una cita a la partitura:
"La bella: Quan veig que teniu un cor tant bò, no'm sembleu pas tant lleig. 
La fera: Oh és veritat que tinc bon cor, emperò sóc un monstre! 
La bella: Hi ha tants homes que ho són més que no pas vós. 
La fera: Si jo tingués enginy vos remerciaria eixes paraules amb finesa, emperò no sóc sinó un animal. Formosa donzella, voleu ser ma esposa? 
La bella: No puc pas. 
... 
La fera: Jo'm mor content, puix que he tingut el goig de tornar a veure-us! La bella: No, pobre animalet, no morireu pas; heu de viure per a ésser mon espòs" 
"La fera desaparegué, i en són lloc veié la donzella als seus peus un jove príncep, més bell que l'Amor, qui li remerciava d'haver-lo desencantat". (M. Le prince de Beaumont.) 
La indicació de tempo és Mouvt de Valse très modéré.

### V. Le jardin féerique(El jardí encantat)
El darrer moviment no conté cap cita i no sembla estar inspirat en cap narració en particular. La indicació de tempo és Lent et grave.

## Arranjaments i versions posteriors

### Suite pour orchestre (1911)
Al final de 1911, Maurice Ravel instrumentà la partitura original per a piano a quatre mans per a orquestra simfònica amb la següent formació:
| Instrumentació Suite (1911)                                                                                     | Instrumentació Suite (1911) | Instrumentació Suite (1911)                                       | Instrumentació Suite (1911)                                      |
| Vent-fusta | Vent-metall                 | Percussió                                                         | Cordes                                                           |
| --- | --------------------------- | ----------------------------------------------------------------- | ---------------------------------------------------------------- |
| 2 Flautes (la 2a també flautí) 2 Oboès (el 2n també corn anglès) 2 Clarinets 2 Fagots (el 2n també contrafagot) | 2 Trompes en Fa             | 2 Timbales Triangle Plats Bombo Gong Xilòfon Glockenspiel Celesta | 1 Arpa Violins I i II Violes Violoncels Contrabaix (de 5 cordes) |

Es manté la dedicatòria a Mimie i Jean Godebski.

### Ballet (1911-1912)
El Ballet de Ma mère l'Oye fou un encàrrec de Jacques Rouché i a ell mateix li està dedicada la peça. En aquesta adaptació a la dansa, per la qual el mateix Ravel va fer-ne el llibret, hi trobem les mateixes instrumentacions que a la Suite de 1911 a més de diverses peces noves (Prelude, Danse du rouet i Interludes) que ajuden a realitzar els canvis escènics que el ballet, de mitja hora de durada, requereix. Fou escrit de 1911 a 1912 i presenta la següent estructura: 
- Prelude
  - Escena 1: Danse du rouet et scène
  - Escena 2: Pavane de la Belle au bois dormant
    - Interludi

  - Escena 3: Entretiens de la Belle et de la Bête
    - Interludi

  - Escena 4: Petit Poucet
    - Interludi

  - Escena 5: Laideronete, impératrice des Pagodes
    - Interludi
- Apothéoses: le Jardin féerique

Els interludes es troben entre escena i escena.
Fou estrenat el 28 de gener de 1912 al Theatre des Arts (actualment Théatre Hebertot). La coreografia anà a càrrec de Jeanne Hugard i l'orquestra fou dirigida per Gabriel Grovlez. Els decorats i el vestuari foren de Jacques Drésa.

### Altres versions
Existeixen nombroses versions de l'obra o parts d'ella fets per altres autors:
- Arranjament per a piano sol amb interludis (Jacques Charlot - 1912)
- Prélude i Danse du rouet, per a piano a dues i quatre mans (Lucien Garban)
- Pavane de la Belle au bois dormant i Petit Poucet per a violí (o flauta) i piano (Léon Roques)
- Pavane de la Belle au bois dormant per a violí i piano (Paul Lemaître)
- Pavane de la Belle au bois dormant per a violoncel i piano (F. Ronchini)
- Pavane de la Belle au bois dormant per saxo alt (Jules Viard)
- Pavane i Jardin féerique per orgue (Pierre-Octave Ferroud)
- Petit Poucet per orgue (Gaston Choisnel)

## Recepció de l'obra a Barcelona
La primera audició de l'obra en format orquestral, fou el 13 d'octubre de 1920 en els concerts inaugurals de l'Orquestra Pau Casals efectuats al Palau de la Música Catalana.